# 12202 Toddgregory
12202 Toddgregory este o planetă minoră (asteroid), cu un diametru de 1,922 km, din centura de asteroizi. A fost descoperită pe 1 martie 1981 la Observatorul Siding Spring de Schelte J. Bus. 
Obiectul prezintă o orbită caracterizată de o semiaxă mare de 2,2124653 UAi, o excentricitate de 0,08, o înclinație de 5,00611 ° în raport cu ecliptica.